# 嶺南衡怡紀念中學
嶺南衡怡紀念中學（英語：Lingnan Hang Yee Memorial Secondary School）是香港一所政府津貼男女文法中學，前名為嶺南杏花邨中學，為嶺南教育機構屬下學校之一。1991年9月創校，初期借用銅鑼灣渣甸坊崇蘭中學空置校舍上課。最初學校選址為柴灣杏花邨，但因遇到技術問題無法動工（一說是校舍選址接近油庫），當局最後批出一座小西灣擬建校舍予校方，遂於1995年9月遷入小西灣道新校舍。1999年，由於同系的嶺南中學遷入杏花邨另一幅用地上的新建校舍，為免混淆，學校於1999年9月正式更名「嶺南衡怡紀念中學」，以紀念捐款人何善衡及其妻李怡顏。

## 辦學宗旨
秉承嶺南教育機構屬校的辦學傳統，本着校訓「弘基格致，服務社群」的基督精神為本，發展全人教育。

## 校歌
沿用廣州的嶺南大學校歌，在美國民謠《安妮·莱尔》的基礎上由葛理佩 （Mrs. H.B. Garybill）填詞（原文為英文），陳輯五譯寫中文歌詞。歌詞如下：
平原廣闊 瞭近目前 江水流其間

群邱遠繞 恆為障護 奮前莫畏難

母校屹立 風波不搖 佳氣承遠方

地美人娛 乃祖所賜 愛保兩勿忘

## 班級結構
據2010年9月資料，全校編制共28班，但學校利用本身資源把初中每級分為小班，即中一5班，中二及中三各級6班，中四及中五級各5班，中六、中七每級2班（文科1班、理科1班）。
2011至2012年度，學校編制共30班，中一及中二各4班，中三至中六級各5班，中七共2班。
2015至2016年度，學校編制共27班，中一至中三各4班，中四至中六級各5班。
2019至2020年度，學校編制共30班，中一至中三各5班，中四至中六級各5班。
2020至2021年度，學校編制共30班，中一至中三各5班，中四至中六級各5班。
2021至2022年度，學校編制共30班，中一至中三各5班，中四至中六級各5班。

### 班主任升班制
本校採取「全校參與」及「訓輔合一」模式，創校以來一直實行「跟班主任升班制」，以班主任作為最前線的訓、輔導者，此舉能盡早幫助在成長及學業方面有需要的學生，避免問題惡化，成效顯著。班主任本著愛心和對所有學生不放棄的精神，伴隨學生成長，師生關係融洽，與家長亦建立密切的關係，老師因此能有效鼓勵學生在品德、成績及課外活動上積極進取。嚴謹而關懷的校風得以建立，學生學業方面持續有高增值表現，此制度功不可沒。

## 校園環境
全校建築面積6,700平方米，校舍屬特別設計1988年版靈活式校舍，樓高7層。連同2004年新落成的「何子棟教學樓」（於同年12月18日正式命名），全校共有課室33間。校舍鄰近住宅富怡花園、富景花園和公共屋邨小西灣邨，右側則有衛理中學。本校亦於2018年9月開設後門，門口正面對富景花園巴士站，方便校内師生進出校園。

## 課外活動

### 田徑學會
該校田徑學會組成於1993年，最初會員人數只有約十人，經歷十數載的運作，現時固定會員約有四十人。該會秉承推廣田徑活動的宗旨，一向採用「自由自主」的政策，歡迎有興趣的同學加入，不分男女。全會由十數位被選為幹事的熱心會員編排全學年的會務及帶領所有同學進行訓練，並挑選會員出戰不同的賽事。各會員的熱誠，加上舊生抽空協助，學會各方面均獲顯著的成就。多年來除了培訓出能力卓越的領袖生外，更訓練出不少成績突出的運動員，多位至今仍活躍於各項國際性賽事。

### 足球學會
足球學會成立的目的，是希望透過提供更多練習和比賽機會，一方面提升同學的足球技術，另一方面，亦可使同學體會團體合作的重要，並以共同完成目標為首要任務，從中學會與人相處合作及共同享受足球活動帶來的樂趣。

### 籃球學會
嶺南衡怡紀念中學籃球隊定期進行訓練活動。希望透過有規律的訓練，讓同學享受籃球活動的樂趣、體會團隊合作精神，並提升同學的籃球技巧，讓同學有機會代表學校參加學界比賽。

## 歷任校長
- 1991年9月1日–2006年8月31日：任小莉（由嶺南中學副校長調任）
- 2006年9月1日–2015年8月31日：李守儀
- 2015年9月1日–2023年1月2日：李志霖
- 2023年1月3日–2023年8月31日：鄺誠謙（署任）
- 2023年9月1日–現在：王偉豪

## 事件

### 將升讀中一的男童在警民衝突中被捕
2019年8月25日，反修例示威持續，下午舉行的「荃葵青大遊行」結束後發生警民衝突，警方拘捕超過30人，其中年紀最小的為一名僅12歲男童，他也因此成為反對逃犯條例修訂草案運動中年紀最小的被捕人士
。被捕男童將升讀嶺南衡怡紀念中學中一，該校副校長關國康向《明報》在8月26日證實消息。學校後來在8月27日經聲明再度證實，並表示有人在網上討論區散佈失實言論，聲稱學生被記大過，但該校老師完全沒有提及任何懲罰，只從關心和輔導學生出發。

## 著名/傑出校友
- 蔡友集（1998年中七）：香港科技大學計算機科學及工程學系講師[8][9]
- 王凱峰（2001年中六）：香港浸會大學生物系研究助理教授[10]
- 吳哲穎：香港十項全能代表隊成員[11]
- 林潤發（1996年中五）：香港大學地理系副教授[12]
- 陸崇熙（2006年中七）：香港高等教育科技學院建築科技與工程學系特任導師[13]
- 李俊賢（2012年中六）：前香港半馬拉松青年代表[14]
- 楊志榮（2007年中五）：4×800米及4×1500米香港田徑紀錄保持者，香港警察機動部隊港島總區警員[15][16]
- 劉德龍（2004年中七）：前香港田徑隊隊員[17]
- 田永泰（2014年中六）：前香港跆拳道代表隊長、世界大學生運動會16強
- 胡心諾：香港模特兒及意見領袖[18][19]
- 程文俊：香港甲組足球聯賽2021-2022 愉園守門員[20]
- 鍾易禮：香港賽馬會職業騎師[21]。

## 註解
1. ↑  此校校舍在興建時，後梯天井已被封閉[3]。

## 外部連結
- 嶺南衡怡紀念中學 （页面存档备份，存于）
- 嶺南教育機構 （页面存档备份，存于）
- 嶺南衡怡紀念中學學校概覽 （页面存档备份，存于）
- 2017年十八區STEM學校巡禮 （页面存档备份，存于）